# Chrudichromy
Chrudichromy är en ort i Tjeckien.   Den ligger i regionen Södra Mähren, i den östra delen av landet, 170 km öster om huvudstaden Prag. Chrudichromy ligger 339 meter över havet och antalet invånare är 173.
Terrängen runt Chrudichromy är kuperad åt sydost, men åt nordväst är den platt. Chrudichromy ligger nere i en dal. Runt Chrudichromy är det ganska tätbefolkat, med 144 invånare per kvadratkilometer. Närmaste större samhälle är Blansko, 15,6 km söder om Chrudichromy. Omgivningarna runt Chrudichromy är en mosaik av jordbruksmark och naturlig växtlighet.